# Academia Selvaje
La Academia Selvaje o Salvaje, llamada también Academia del Parnaso, fue fundada en Madrid en 1612 por un miembro de la casa ducal de Pastrana, el caballero Francisco de Silva y Mendoza, hermano del duque; su denominación fue debida al extraño apellido de su protector, Silva, quien a los pocos años moriría luchando como valentísimo soldado; con su muerte en 1614, la academia desapareció.
La academia vino a continuar los trabajos de una academia anterior, la Academia del Conde de Saldaña, fundada por 1610. En ese mismo año de 1612, para comenzar, se leyó un discurso sobre Poética por parte del poeta Pedro Soto de Rojas, donde expone la causa de la misma:
«La [causa] final es, con el decoro y estima que se debe a las buenas letras, por letras y por buenas, debajo de una especie de deleitar, persuadir al bien, reprehendiendo los vicios en yambos y exaltando las virtudes en épicos» («Discurso sobre la Poética, escrito en el abrirse la Academia Selvaje, por el Ardiente», en José Sánchez, Academias literarias del Siglo de Oro español, Madrid: Gredos, 1961, pág. 102.
Las sesiones tenían lugar en el palacio de Francisco de Silva y Mendoza, situado en la calle de Atocha, y cada miembro debía ser identificado por un epíteto relacionado con el amor; Pedro Soto de Rojas, por ejemplo, se puso el de Ardiente. Organizó frecuentes justas literarias y entre sus miembros estuvo lo más granado de la escritura literaria del Siglo de Oro español, entre otros Miguel de Cervantes Saavedra, Lope de Vega y José Camerino. 